# Pérfida Albión
«La pérfida Albión» es una expresión peyorativa utilizada para referirse a Inglaterra (o al Reino Unido) en términos anglófobos u hostiles. Tuvo su enorme divulgación por el uso reiterado de Napoleón Bonaparte en las llamadas «guerras napoleónicas» o «guerras de la coalición» durante los años que gobernó en Francia. La tomó del poeta y diplomático francés de origen español Augustin Louis Marie de Ximénès (1726-1817) en su poema L'ère des Français (publicado en 1793), en el que animaba a atacar a «la pérfida Albión» en sus propias aguas:

Attaquons dans ses eaux la perfide Albion.

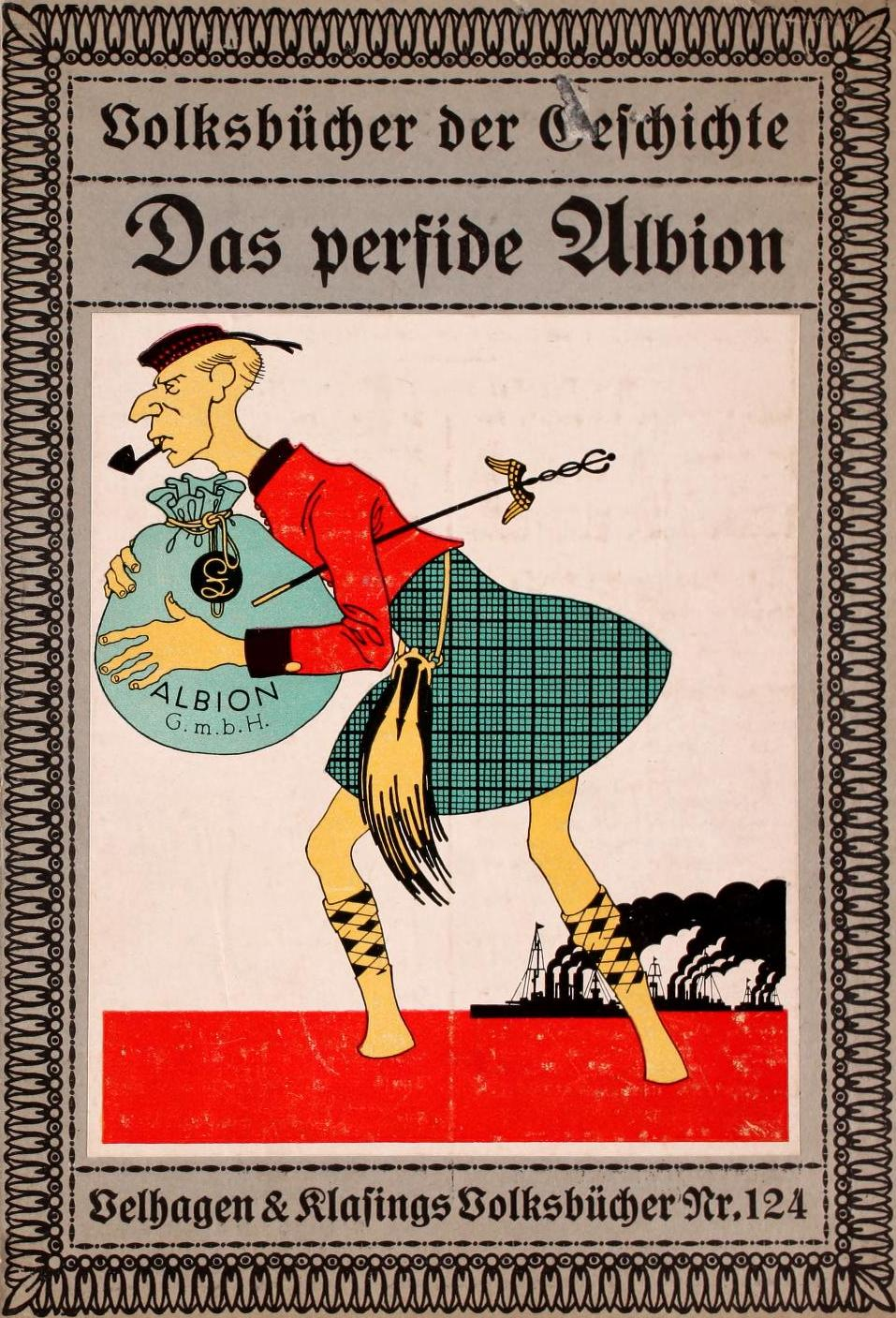
Caricatura alemana publicada en 1915 en un panfleto de propaganda durante la Primera Guerra Mundial

El término «Albión» es de origen celta. Sin embargo, los romanos lo asociaron al latín albus (blanco) en referencia a los acantilados de Dover, al sur de Inglaterra, de un característico color blanco, que son lo primero que se ve al aproximarse a Gran Bretaña desde el norte de Francia por vía marítima.
El adjetivo «pérfido» aplicado a Inglaterra ya se había empleado al menos desde el siglo XVII, pues fue usado también en uno de sus famosos sermones por el historiador y teólogo francés Jacques-Bénigne Bossuet, que comparaba la oposición a la fe católica con la que los britanos, aislados por sus mares, sostuvieron contra los antiguos romanos:

L'Angleterre, ah, la perfide Angleterre, que le rempart de ses mers rendait inaccessible aux Romains, la foi du Sauveur y est abordée.

Napoleón Bonaparte la popularizó durante las guerras posteriores y ha vuelto a usarse en todos los conflictos en los que ha intervenido el Reino Unido, como, por ejemplo, en la Guerra de las Malvinas. También fue una expresión empleada en la España de la posguerra para referirse a Gran Bretaña.
En la rebelión irlandesa de 1916, conocida como el Alzamiento de Pascua, se inspira una canción tradicional («Foggy Dew») que presenta a la pérfida Albión vacilante ante el ruido de los rifles al caer la negra noche:

Oh the night fell black and the rifles' crack Made perfidious Albion reel.

En el capítulo XIX del libro Bodas Reales, perteneciente a los Episodios Nacionales de Pérez Galdós, se cita «que es la Inglaterra, esa puerca, ya lo sabe usted, a quien dan el mote de la pérfida Albión».
En Inés y la alegría de Almudena Grandes, en las primeras páginas del capítulo (Durante), uno de los personajes que espera ser recibido en audiencia por el caudillo se queja de que Franco reciba antes a un emisario británico: «Desde luego, es para echarse a temblar, porque si anda por medio la Pérfida Albión…».